# 아일랜드 교회

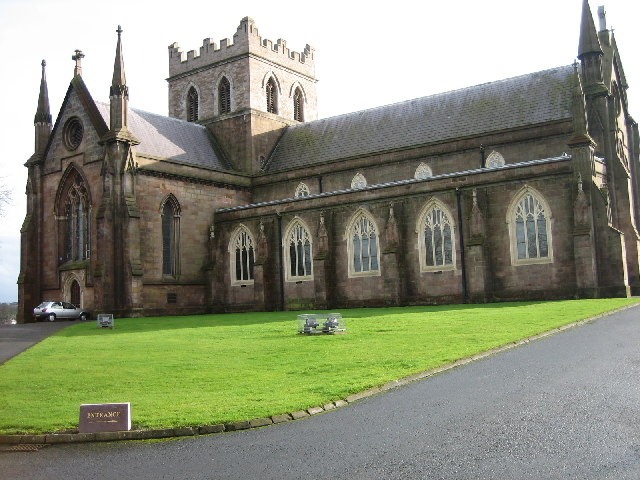

아일랜드 교회(Church of Ireland)는 아일랜드(아일랜드 공화국 및 영국 북아일랜드)의 성공회이다. 아일랜드 성공회로 번역되기도 한다. 아일랜드 교회는 아일랜드 공화국에서 두번째로 큰 교파이며, 북아일랜드에서는 가톨릭과 장로교에 이어 세 번째로 큰 교파이다.

## 역사
아일랜드에 기독교가 처음 전래된 것은 5세기, 성 파트리치오에 의해서였다. 이후 교황의 종주권이 확립되었으며 12세기 후반에 영국 왕 헨리 2세가 아일랜드를 정복하였다.
종교개혁으로 성공회가 로마 가톨릭교회로부터 분리되자, 헨리 8세는 아일랜드 사람들이 성공회를 따르도록 강제하였으며, 엘리자베스 1세 여왕 때와 올리버 크롬웰의 아일랜드 정복 시기에는 성공회나 장로교신자들의 아일랜드 이주가 진척되었다. 캔터베리 대주교 매슈 파커는 아일랜드 교회를 영국 국교회의 산하에 두었으나, 현재 아일랜드 교회는 영국 성공회와 상통하는 자주적인 지역교회(관구,Province)이다. 이후 찰스 1세 등 역대 왕들은 아일랜드 지역에서 성공회의 지위를 강화시켜 나갔다.
1700년대에는 조너선 스위프트가 아일랜드 교회 성 패트릭 성당의 사제직을 맡았다.
그러다 1869년의 아일랜드 교회령(1871년 1월 1일부터 시행)에 따라, 아일랜드 교회의 국교(國敎) 지위는 최종적으로 종식되었다.

## 교구

### 더블린 대교구
- 더블린 교구
- 캐셸 교구
- 메스 교구
- 코크 교구
- 리메릭 교구

### 아르마 대교구
- 아르마 교구
- 콘너 교구
- 다운 교구
- 데리 교구
- 클로거 교구
- 킬모어 교구
- 투암 교구

## 같이 보기
- 잉글랜드 국교회
- 스코틀랜드 성공회
- 미국 성공회
- 웨일스 교회